# Hřbitovní kaple (Strašnice)
Hřbitovní kaple dr. Karla Farského ve Strašnicích, někdy též Husův sbor v Praze-Strašnicích, je kaple s farním úřadem Československé církve husitské.
Nachází se u severovýchodní zdi evangelického hřbitova na Vinohradské ulici v Praze 10-Strašnicích.

## Historie

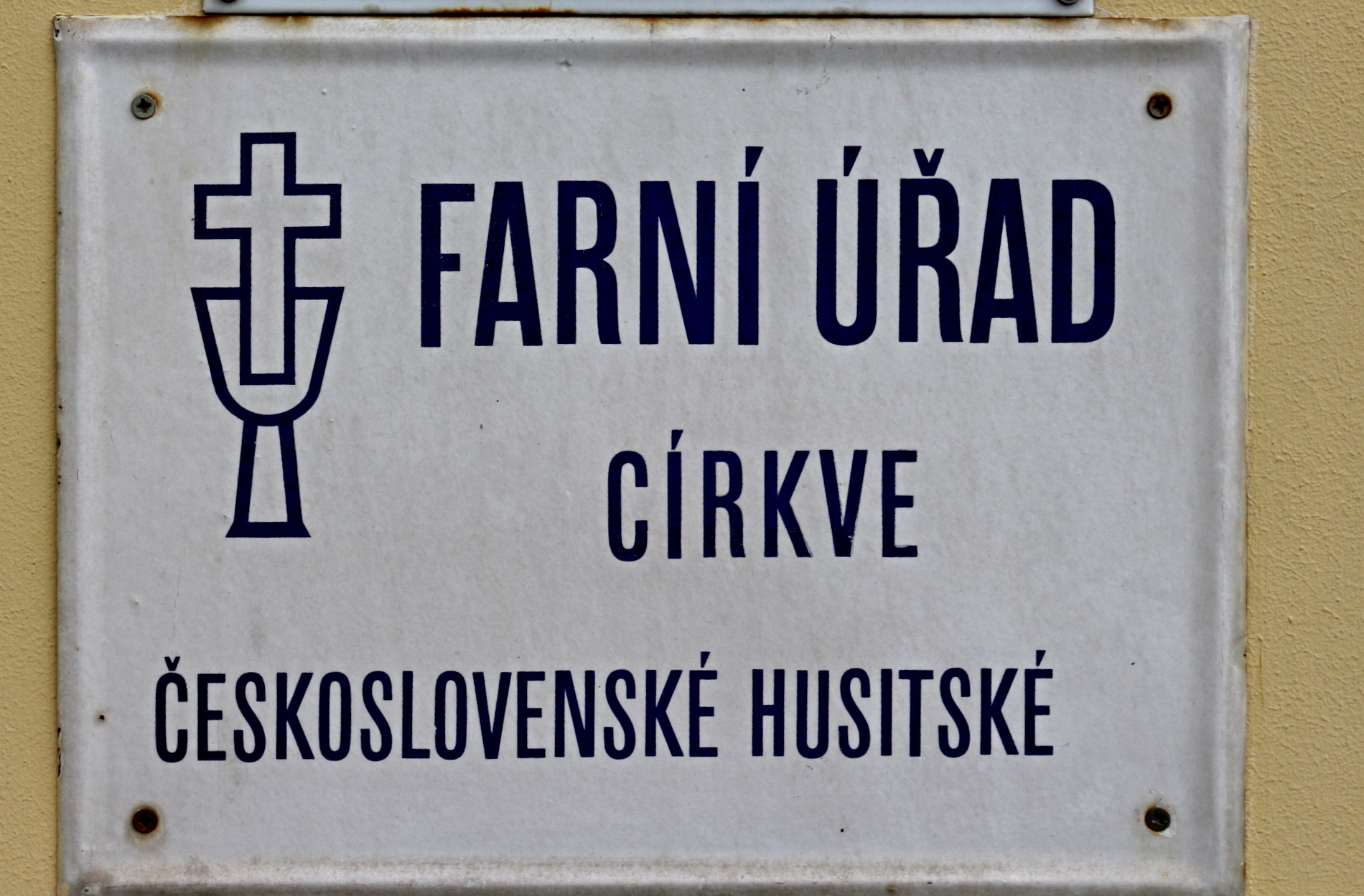
Farní úřad CČH

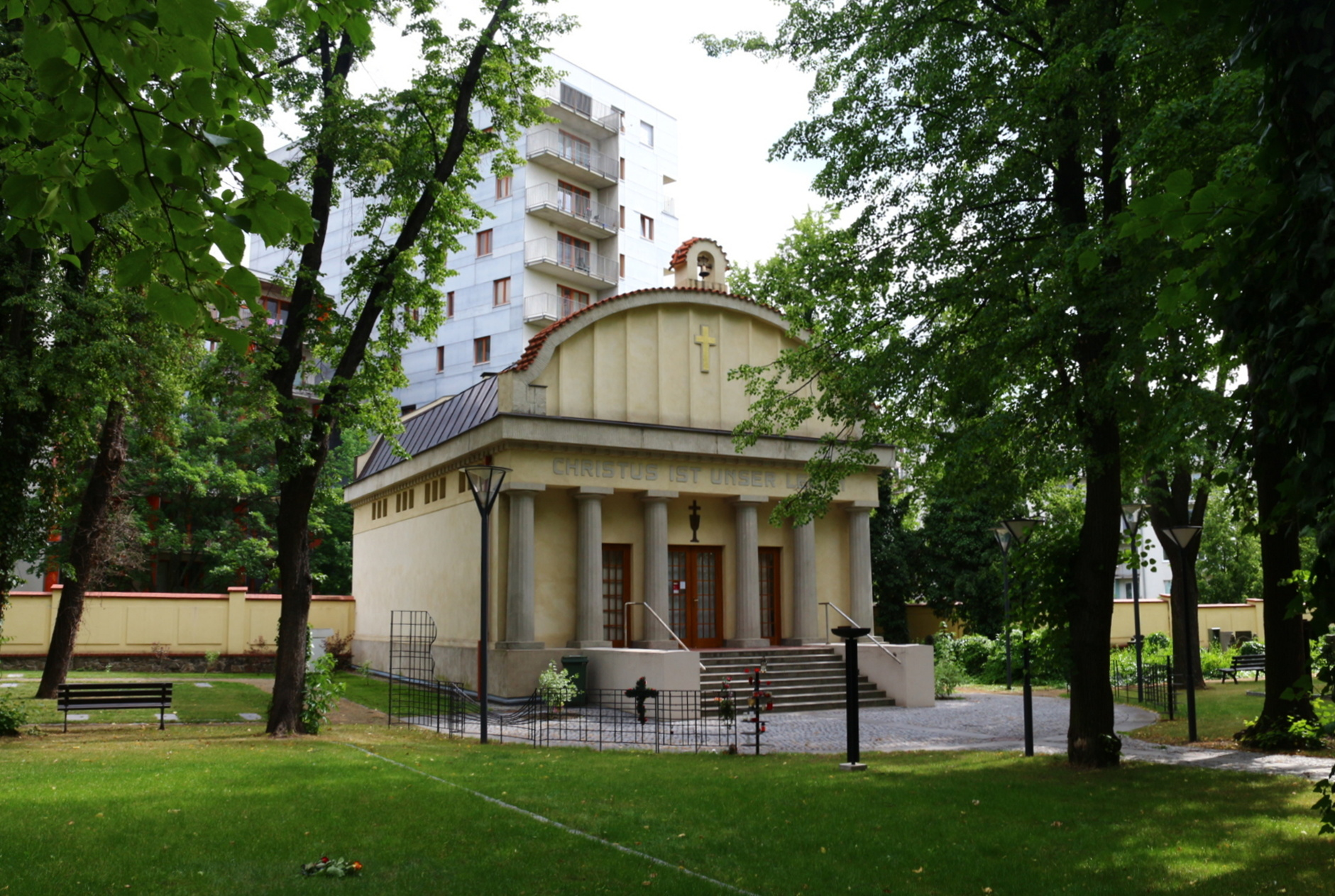
Hřbitovní kaple od roku 1955 ve správě ČSCH

Kaple byla postavena v 1. polovině 20. století dle návrhu Adolfa Foehra a sloužila německým evangelíkům.
Do užívání Československé církve husitské byla předána dne 9. listopadu 1955 rozhodnutím ONV Praha 10, která v ní zřídila kolumbárium.
V roce 1958 padlo rozhodnutí, že má dojít k likvidaci hřbitova. Pozemky hřbitova měly slouži pro rekreační a sportovní účely. Ač byl hřbitov oficiálně uzavřen, neoficiálně docházelo k ukládání uren i mezi lety 1948 a 1993. K likvidaci hřbitova nakonec nedošlo. Přestal se používat po roce 1945, oficiálně byl uzavřen se souhlasem Státního úřadu pro věci církevní v roce 1950 usnesením ONV Praha 10. Na hřbitově bylo zakázáno pohřbívání a ukládání uren a měl být po uplynutí deseti let od posledního pohřbu, tj. 7. února 1956, zrušen.
V letech 2009 až 2015 proběhla rekonstrukce hřbitovní kaple v rámci druhé etapy oprav hřbitova a některých hrobek a domku pro hrobníka, stejně jako rozvodů užitkové vody a elektrického osvětlení. Při rekonstrukci kaple byl obnoven také německý nápis CHRISTUS IST UNSER LEBEN (Kristus je náš život). Náklady na opravy činily 62 mil. Kč. Kapli slavnostně vysvětil patriarcha Tomáš Butta a místní farář, bývalý patriarcha Josef Špak na Boží hod svatodušní.